# James B. Adams

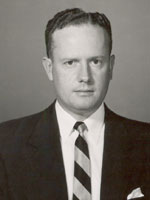
James B. Adams

James B. Adams (* 21. Dezember 1926 in Corsicana, Texas; † 25. April 2020 in Kerrville, Texas) war ein US-amerikanischer Regierungsbeamter. Bekanntheit erlangte er dadurch, dass er acht Tage lang Chef des FBI war.

## Leben
An der Baylor University schloss er das Studium der Rechtswissenschaft ab und wurde daraufhin Abgeordneter in Texas. Am 9. Juli 1951 trat er dem FBI als Special Agent bei. Im Jahr 1959 wurde er zum Special Agent in Charge von Minneapolis befördert, 1972 von Chicago.
Anfang 1977 erklärte der Direktor des Federal Bureau of Investigation (FBI) Clarence M. Kelley, dass er im September 1977 zurücktreten wolle. Präsident Jimmy Carter nominierte Richter Frank M. Johnson, Jr. vom United States District Court für den mittleren Distrikt von Alabama für den Posten. Da Johnson jedoch  gesundheitliche Probleme bekam, wurde beschlossen, dass William H. Webster sein Nachfolger werden würde. Adams sollte für eine Übergangszeit als Chef des FBI fungieren.
Am 15. Februar 1978 wurde er der fünfte Direktor des FBI. Sein Amt legte er acht Tage später am 23. Februar 1978 nieder und Webster wurde vereinbarungsgemäß vereidigt.
Adams wurde dann Stellvertretender Direktor des FBI am 6. April 1978. Am 11. Mai 1979 trat er von diesem Posten zurück und ging nach Texas zurück, wo er in verschiedenen Posten der Staatsanwaltschaft tätig war, bis er 1987 pensioniert wurde.